# Ancistrocerus impunctatus
Ancistrocerus impunctatus är en stekelart som först beskrevs av Spinosa 1838.  Ancistrocerus impunctatus ingår i släktet murargetingar, och familjen Eumenidae. Utöver nominatformen finns också underarten A. i. cyrenaicus.